# 월드비전
월드비전(World Vision International)은 한국 전쟁으로 고통받는 고아들을 돕기 위한 목적으로 당시 선교사 겸 종군기자였던 밥 피어스(Bob Pierce) 목사가 영락교회의 한경직 목사와 함께 1950년에 설립한 개신교 계열의 국제 구호 개발 기구이다. 현재 전 세계 91개국에서 활동하며, 세계에서 가장 큰 구호개발기구 중 하나이다.
이 단체의 비전은 '모든 어린이가 풍성한 삶을 누리는 것이며, 모든 사람들이 이를 실천하는 것(Our vision for every child, life in all its fullness. Our prayer for every heart, the will to make it so)'으로, 2015년 당시 91개국 파트너십 전체의 예산(=모금액)은 27억 3천 만 달러이었다.

## 3대사업

### 변화를 가져오는 개발사업
가장 대표적 사업인 '변화를 가져오는 개발사업'은 후원아동과 가족, 그 지역주민들이 풍성한 삶을 살지 못하도록 막는 방해물을 스스로 찾고, 그것을 함께 극복해 나가는 것이 목표이다. 월드비전은 삶을 개선하기 위해 지역 주민들과 협력하며, 지역 정부는 물론 타 NGO와도 활발한 협력을 진행한다. 식수 및 보건사업, 농업개발 및 소득증대사업, 교육 및 주민역량강화 사업 등을 통해 지역사회의 다양한 상황에 꼭 맞는 접근을 제공한다. 월드비전의 모든 개발사업의 초점은 지역주민들에게 맞춰져 있다. 월드비전은 월드비전이 개발사업을 마치고 지역을 떠난 후에도, 주민들의 긍정적인 삶의 변화가 계속 이어질 수 있도록 수혜자가 주인이 되는 사업을 추구한다.

### 긴급구호사업
대규모의 자연재해나 전쟁이 발생했을 때, 피해주민 또는 난민들의 생명을 구하고 고통을 경감시키며, 빠른 시일 내에 일상에 복귀할 수 있도록 지원한다. 단, 전쟁중인 장소에서는 구호활동을 하지 않는다. 월드비전 파트너십은 2008년 전 세계 60개국을 대상으로 식량과 식수, 피난처와 그 외 필수물품들을 제공하며 재난에 응답하고 긴급상황에서 주민들의 고통을 줄이는 데 목표를 둔다. 월드비전은 재난의 위험이 있는 지역을 미리 파악하고, 위험 수위가 높은 지역에 자원과 직원을 예비하며 지역사회가 긴급상황이 벌어지기 전에 재난에 대비하고, 재난이 일어난 후에도 스스로 회복할 수 있는 능력을 키운다.

### 옹호사업
빈곤의 뿌리에는 언제나 불공평한 정책과 사회적 통념, 악습과 잘못된 사고방식들이 있다. 어린 소녀들은 학교를 마치지 못한 채 조혼을 강요당하기도 하고, 어린이들은 위험한 노동 환경에 떠밀린다. 불공정한 무역법은 수많은 농부들의 땀이 제대로 평가받지 못하게 한다.
월드비전은 지역주민들에게 지역적, 국가적, 세계적 수준에서 권리에 대해 목소리를 높이도록 돕는다. 또한 월드비전이 직접 부당한 정책과 악습을 바꿀 수 있는 권력을 가진 사람들을 설득하여 가난한 자들의 목소리를 대변하는 경우도 있다.

## 운영
월드비전은 후원금을 후원자의 목적에 맞는 사업에만 집행된다는 의미의 "Funding by Source"원칙을 따르고 있다.. 후원자의 해외아동후원금은, 후원아동이 사는 마을이 어린이들이 살기에 적합한 마을이 되도록 지원하는 마을의 개발사업과 어린이를 위한 보건, 교육프로그램, 그 마을 가정의 소득증대사업 등 직접사업비에 사용된다.
이 직접사업 항목 중 지역사회 종교기관과의 협력사업이 있다. 월드비전이 일하고 있는 지역의 많은 곳에서는 주민리더, 종교 권위자 등이 주민들의 생활에 큰 영향력을 미치고 있다. 월드비전은 지역의 교회나 종교단체가 어린이들 돕는 사업에 직접 참여하고 봉사할 수 있도록 주민리더, 교회, 현지의 타 종교기관 단체들과 협력한다. 특히 기독교 기관의 이점을 살려 월드비전은 지역의 교인들이 지역을 효과적으로 도울 수 있도록 협력프로그램을 실시하고 지원한다.
이 '지역 종교기관과의 협력' 사업의 비용은 후원금 중에서 0.7%이며, 이 경우에도 국제 NGO 들의 행동규범 기준이 되고 있는 '적십자 Code of Conduct'에 따라 월드비전은 정치적 입장의 변화나 종교적 개종을 목적으로 구호나 개발 지원 활동을 하지 않으며, 사례는 다음과 같다.
- 성(性) 담론에 보수적인 아프가니스탄에서 성전염질환 예방사업을 실시하기 위해, 지역사회 오피니언 리더인 물라 (이슬람종교 지도자) 및 보건관계자들과 함께 관련주제로 워크샵을 진행하고, 이들이 이 예방사업을 지원하도록 한다.
- 1994년 수백만의 인종학살이 벌어졌던 르완다에는 지금도 그 아픔이 남아있다. 르완다 비링기로와 우부므웨 지역에서 지역교회와 협력하여 지역주민들의 심리적 치료와 사회복귀를 할 수 있도록 돕는 프로그램을 실시하고 있다.
- 모잠비크 도무에 지역에서는 지역교회 리더 및 청소년들을 대상으로 리더십 교육을 통해 지역사회의 공동의 문제들을 어떻게 해결할 지 논의하고, 캠페인 등을 실시할 수 있도록 역량배양(재정 및 행정역량)을 지원한다.

교회의 후원금 가운데 간혹 특별히 지정해서 사업을 수행하는 경우가 있는데 2008년을 예로 들면 한 가지 사례가 있다.
- 월드비전 몽골 TEE 선교사업: 이 사업은 몽골의 지역교회 지도자 및 일반 성도들을 위해 교육지원사업으로 한국 교회를 통해 모금된 지정사업 후원금으로 집행되었다.

또한 현지에서 요청이 있을 경우에 응답하는 경우도 있는데 다음과 같은 경우이다.
- 2008년 엘살바도르 성경책 지원사업: 전 국민의 대다수가 가톨릭교도인 엘살바도르의 솔리다리바드ADP(지역개발사업장)에서 성경책 지원요청이 있다. 월드비전은 월드비전의 선물후원사이트 희망의 선물(https://www.worldvision.or.kr/campaign/2017/present.asp)을 통해 성경 지원사업을 알리고 해당 선물에 대해 받은 후원금으로 성경을 구입하여 사업장에 전달했다.

이러한 지정사업에는 기업이 지원하는 사업도 있다. 삼성전자에서는 지난 몇 년간 월드비전 사업장에 컴퓨터를 교육하고, 8개의 IT센터를 지어주고 있다. 또 외교통상부 산하 KOICA에서 월드비전을 통해 외국을 돕기도 하는데, 예를 들어 가나에서 2년 계획으로 교사양성과 교육시설 개선, 교과서 배급 지원을 하는 사업 등이 있다.

## 기독교 정체성
기독교 정신에서 생겨난 구호개발단체이며, '하나님의 사랑으로 지구촌 이웃을 섬긴다'는 원칙에 따라 일한다. 구호와 개발사업에 관한 수많은 국제협약을 준수하며 '국제 NGO 책임성 헌장'(International NGO Accountability Charter), '국제 적십자 행동수칙'(Red Cross Code of Conduct), '국제NGO 인도적 지원사업 협약'(Sphere Humanitarian charter for NGOs) 그리고 '인도적 지원에 대한 책임성원칙'(Humanitarian Accountability Partnership Principles of Accountability)에서 명시하는 인도적 지원에 대한 표준을 따른다.
월드비전은 자신들의 정체성을 '우리는 그리스도인입니다'로 임직원의 소속을 '핵심가치 항목'에 명시하고 있으나, 선교/개종/종교적 영향력 등을 목적 또는 수단으로 사업하지는 않음을 명확하게 밝히고 있다. 정확하게는 개종을 목적/조건으로 지역개발/구호를 집행하지 않으며, 설령 후원자/후원기업/후원단체 중에서 월드비전 후원의 조건으로 후원대상 지역/마을/가정의 기독교인 개종을 원하더라도 현지에서 반영시키지 않음을 의미한다. 이는 국제 월드비전의 자주하는 질문/답변란에서도 확인할 수 있다.
이는 이중의 비판을 받기도 하는데, 기독교 계열로부터는 '개종이나 기독교 복음 전파를 하지도 않으면서 어떻게 기독교 정체성을 선언할 수 있는가'로, 비기독교 계열로부터는 '기독교인들이 활동하는 것이라면, 종교 활동으로 간주할 수 있는데, 결국 저개발지역의 구호개발활동이 궁극적인 개종을 희망 또는 직간접적 목적으로 두고 있는 것 아닌가'라는 비판을 받기도 한다.

## 월드비전 국제파트너십의 구조
월드비전 인터내셔널(World Vision International)을 중심으로 한 전 세계 100여 개의 회원국으로 구성된다. 각 회원국은 각각의 이사회 및 의사결정기구를 통해 독립적으로 운영되지만 회원국간에 상호의존적이고 책임을 지는 관계로 운영된다. 이러한 월드비전 회원국 간의 관계는 '연방제'로 표현되며, 모든 회원국은 동등한 위치이다.
월드비전 인터내셔널은 미국 캘리포니아주 몬로비아에 위치해 있으며, 각 기능별로 국제 연락 사무소는 스위스 제네바에, 유엔 대표부는 뉴욕, 홍보 담당은 호주 멜버른에, 옹호 사업국은 영국에 있으며 4개 대륙지역사무소가 아프리카(케냐), 아시아태평양(방콕), 중남미(산호세), 중동동구지역(사이프러스)에 있다. 월드비전 인터내셔널은 월드비전의 핵심가치와 기관의 정체성과 정책방향 등을 검토, 평가하고 제시하는 역할을 맡는다.
또 모든 회원국은 후원국과 수혜국으로 나뉜다. 후원국은 모금을 주로 담당하고 수혜국은 현장에서 긴급구호, 지역개발 및 옹호사업을 담당한다. 100여 개의 회원국 중에서 후원국은 20개국이며, 월드비전 미국과 호주, 영국과 일본, 뉴질랜드와 캐나다, 중화민국과 대한민국 등이 포함되며, 특히 대한민국은 월드비전의 모든 회원국 중에서 수혜국에서 후원국으로 전환한 유일한 국가이다.

## 역사
1947년 중국을 여행하던 선교사 밥 피어스가 한 아이를 위해 매달 보낸 5달러가 월드비전을 세우는 동기가 되었다. 그리고 1950년 6.25 한국 전쟁의 고통받는 현장에서 남편 잃은 부인들과 고아들을 돕는 한경직 목사를 만나면서 밥 피어스는 세계의 고통 받는 어린이들을 돕기 위한 기구를 만들어야겠다고 생각했고, 국제 월드비전(한국에서는 1991년까지 '한국 선명회'(宣明會), 이하 월드비전)라는 이름으로 월드비전이 탄생되었다.
월드비전은 전후 한국에서 고아원과 모자원 등을 설립했으며, 아시아의 다른 국가들과 라틴아메리카, 아프리카 등을 돕기 위해 사업을 확장해갔다. 어린이들의 음식 및 교육, 건강 관리에만 초점을 맞추던 월드비전의 구호사업은 1970년대에 이르러 지역사회의 발전 없이는 아동의 삶을 변화시킬 수 없다는 생각을 통해 대단위 지역개발사업(Area Development Program)을 통한 아동후원사업으로 전환하였다. 후원아동을 중심으로 한 식수와 위생, 교육, 소득증대와 주민 역량강화 사업 등의 통합적인 개발사업을 통해 빈곤의 원인을 제거하려는 사업을 벌이고 있다. 또한 급박한 재난이 닥친 곳을 위한 긴급구호사업 부서를 개설하고 국제적인 네트워크를 활용한 구호활동을 벌이고 있다. 최근에는 빈곤의 근본적 원인인 사회구조 및 아동과 여성의 인권, 전 세계적인 연대가 필요한 빈곤과 에이즈 등의 문제를 해결하기 위해 '옹호사업'(Advocacy)이라는 새로운 영역의 사업을 시작했다.

## 논란
- 아동정기후원금의 지역개발사업 집행에 대한 논란

월드비전 웹사이트에서는 '한 아이를 살리려면 한 마을 전체가 필요하다'는 슬로건을 중심으로 '해외아동 1:1 정기후원하기'를 홍보/안내하고 있다.일부에서는 이에 대해 후원자 기만 행위라고 비판을 하는데, 후원금을 아동에게 직접 전달하지 않고, 해당 지역의 종합개발사업에 쓰고 있었기 때문이다. 이에 대한 월드비전의 공식답변에 의하면 이는 오해이며, 후원금을 직접 전달하지 않는 이유로 '직접 현금을 아동(또는 가정)에게 전달했을 때 생겼던 문제들, 즉 이웃 간 수혜/비수혜 가정 격차에 따른 갈등과 이로 인한 강도 및 도난 우려, 해당 가정에서 도박, 밀매 등 위험 행위에 빠져 탕진될 위험성, 비수혜 가정 포함 전체 지역의 발전과 가난 탈출은 달성되지 않는 문제' 등을 꼽았다.
월드비전에서는 이에 더해, 이는 월드비전이 1971년 지역개발사업을 시작했을 때부터 직면했던 문제로, 현재 수정과 개선을 통해, 후원금으로 해당 지역 전체의 개발 사업에 투자하고, 일부만 아동/가정 직접 지원에 사용하는 편이 전세계 가난극복과 저개발 탈피에 가장 효율적이라고 판단, 현재의 '해외아동 정기후원' 프로그램을 운영하고 있다고 답했다. 그러나 이 논란은 한국 뿐 아니라 각국 월드비전에 지속적으로 제기됐는데, 2008년 12월 호주에서도 비슷한 문제가 공론화된 바 있다.
당시 호주 ABC방송의 리포터 앤드루 게이건 "에티오피아의 끝없는 기근" 다큐멘터리 촬영시 자신이 월드비전을 통해 10년 동안 후원했던 에티오피아의 아동 Tsehaynesh Delago를 방문했는데, 월드비전에서 보내주던 아동발달연례보고서에 따르면 그 아동은 후원자의 후원금으로 학교에서 영어를 배우고 있으며 실력이 많이 늘었다고 했으나 실제로 Tsehaynesh Delago는 영어를 한 마디도 하지 못했으며, 앤드루 게이건이 10년 이상 후원했음에도 불구하고 후원자가 있다는 사실조차 몰랐다. 10년 동안 월드비전에서 후원받은 것은 인터뷰 직전에 받은 볼펜 한자루와 재킷 한벌이 전부였다. 앤드루 게이건은 이런 사실을 알고 충격을 받아 보도했다.
이에 대해 월드비전에서는 이는 일부에 국한된 것으로 전반적인 구호사업에 대한 보강 취재를 ABC방송국에 제의하였으나 받아들여지지 않았다. 방송이 나간 후 호주 월드비전은 ABC방송국에 공식 답변을 보내 "후원금은 지역사회의 갈등을 방지하기 위해 아동개인에게 전달되지 않고 지역개발사업에 사용된다"고 해명했다. 이렇게, 아프리카/아시아 등 저개발국가 내 특정 군(province) 단위 전체를 개발시키기 위해 1:1 아동정기후원에 모금하는 방식이 개인 후원자 차원에서는 오해를 낳을 우려가 있다.
• 선교활동에 대한 논란
월드비전은 개신교 계열 국제구호개발기구이나, 주요 사업인 구호개발사업에서는 종교의 차별이 없음을 밝히고 있다. 이는 수혜가정/지역 선정에서, 함께 일하는 파트너에서 특정 종교를 배제하거나 해당 종교와 유착해 활동하거나 개종을 목적으로 활동하지 않음을 명시한 것이다. 다만, 본인들의 정체성을 '그리스도인'으로 명시해 구호개발사업 역시 기독교인으로서 행하는 활동임을 부인하지 않고 있다. 이는 선교를 1차목적으로 구호활동을 펼치던 기존의 방식과는 구분되나, 종교적 색채 논란에서는 자유롭지 않다는 면이 있다. 또한 단체의 정체성을 명확하게 전달받지 않은 개신교 및 비개신교 후원자들에게, 후원금이 종교와 관련되어 사용될 수 있다는 오해를 받기도 한다. 후원자들이 받은 거에 보면 3가지의 선교 활동 중 하나를 꼭 필수로 들어야한다고 한다. 반강제적으로 행해진다는 논란도 존재한다.
- 재무보고서/예산 집행에 대한 논란

한국 월드비전이 일반에 제공하는 재무보고서의 분량은 단체의 규모에 비해 보고서 항목이 간략하고, 긴급구호항목에 집행한 내역은 홍보/모금 규모에 비해 상대적으로 적다는 비판이 제기된 바 있다. 이에 대해 한국 월드비전은 '재무보고서는 공익법인 회계기준 상 적용되는 공시의무사항들을 모두 충족했으며, 더 자세한 내역에 대해서도 국세청 공익법인 공시목록 상 공시자료에 세부 사업 집행 내역 등을 상시 보고 및 공시하고 있다'고 답했다. 본질적으로 월드비전 같은 비영리법인의 재무제표는 수입/지출 구조 상 영리법인인 기업/회사의 제표와 다를 수 밖에 없는데, 이에 대해 '한국공인회계사회'에서는 '비영리법인 세무회계 가이드'등을 마련해 안내하고 있다.

## 현 사업장

### 국내 사업장

#### 복지관
- 서울: 송파종합사회복지관
- 경기: 성남종합사회복지관
- 강원: 춘천종합사회복지관
- 광주, 전남: 무진종합사회복지관

#### 지역사업본부
- 서울: 서울동부사업본부, 서울서부사업본부
- 경기, 인천: 경기남부사업본부, 경기북부사업본부, 인천경기사업본부
- 강원: 강원사업본부
- 대전, 세종, 충남: 대전세종충남사업본부
- 충북: 충북사업본부
- 전북: 전북사업본부
- 광주, 전남: 광주전남사업본부
- 대구, 경북: 대구경북사업본부
- 부산, 울산, 경남: 경남울산사업본부, 부산사업본부
- 제주: 제주나눔센터

#### 사랑의 도시락 나눔의 집
- 경기, 인천: 인천지부-사랑의도시락나눔의집, 경기북지부-사랑의도시락나눔의집, 경기지부-사랑의도시락나눔의집
- 강원: 동해복지관-사랑의도시락나눔의집, 강원지부-사랑의도시락나눔의집
- 대전, 세종, 충남: 대전충남지부-사랑의도시락나눔의집
- 충북: 충북지부-사랑의도시락나눔의집
- 전북: 정읍복지관-사랑의도시락나눔의집
- 광주, 전남: 광주전남지부-사랑의도시락나눔의집
- 부산, 울산, 경남: 연제구복지관-사랑의도시락나눔의집

#### 꽃때말 공부방
- 강원: 태백꽃때말공부방, 원주꽃때말공부방
- 충북: 제천꽃때말공부방
- 부산, 울산, 경남: 창원꽃때말공부방

### 해외 사업장

#### 아프리카
- 콩고 민주 공화국: 풍구루메, 무토시, 키쿨라, 키순카
- 잠비아: 뭄브와, 마고예, 충고, 카인두, 룽가, 무다냐마, 총궤사우스
- 우간다: 카총가, 나만요니, 카킨도, 카삼브야, 부둠바, 키지란품비, 파야
- 탄자니아: 레이크에야시, 은다바시
- 에스와티니: 마들란감피시, 음키웨니, 솜통고
- 시에라리온: 니미코로, 레이, 소로베마, 말렌
- 세네갈: 퐁고, 톰보론, 반다파시
- 르완다: 우부뭬, 비린기로, 우무초, 음웨지
- 니제르: 마카론디, 토로디
- 말라위: 부아음테테, 카상가지, 음페레레, 상가, 쳇사
- 모잠비크: 도무에, 은다울라, 리피지, 울롱궤
- 말리: 소로, 사모리, 베마
- 케냐: 와지르, 로로키, 오실리기, 앙구라이, 밤바, 찬감웨, 올도니로
- 가나: 판테아크와, 아프람플레인즈, 가루템페인, 바우쿠웨스트, 크라치웨스트, 카제비
- 에티오피아: 노노, 디젤루나 티조, 에네모레나 에너, 훌라, 하브로, 멜카벨로, 자비테흐나네, 짐마게네티, 굴렐레
- 부룬디: 기타바, 킨잔자

#### 중동 & 동유럽
- 팔레스타인: 남부제닌, 북동부제닌
- 보스니아 헤르체고비나: 라쉬바, 버바스, 오즈렌
- 알바니아: 리브라즈드, 디브라

#### 아시아
- 베트남: 트라미, 트엉쑤언, 후엉호아, 옌투이, 응오꾸엔, 나항, 다크롱
- 필리핀: 바탕가스
- 네팔: 모랑
- 미얀마: 피지다곤, 미야난다르
- 몽골: 날라이흐, 아르항가이, 투브, 바얀 혼거르 Ⅱ, 고비알타이, 호브트
- 스리랑카: 비빌리, 바하라이, 와타왈라, 캔디
- 라오스: 세폰, 농, 파카딩, 볼리칸, 파톰포네
- 인도: 부바네스와르, 군들루펫, 비사카파트남, 뭄바이 이스트, 아샤딥, 빌라스푸르
- 인도네시아: 망가라이, 이스트숨바
- 캄보디아: 상큼트머이, 푸옥
- 방글라데시: 보그라, 락삼, 푸바달라, 다모이랏, 디나즈푸르, 키쇼르곤즈, 카하롤

#### 중남미
- 과테말라: 산 후안 에르미따, 호코탄
- 엘살바도르: 누에바비다, 솔리다리다드, 토레 푸에르떼
- 볼리비아: 차얀타, 에스페란사, 알파레로, 칸차이, 싸우씨사

## 같이 보기
- 세계보건기구